# Matthias Paul (acteur)
Pour les articles homonymes, voir Paul (patronyme).
Matthias Paul (né le 15 juillet 1964 à Francfort-sur-l'Oder) est un réalisateur et acteur allemand.

## Biographie
Matthias Paul s'installe à Berlin en 1972. Il suit un apprentissage de mécanicien aéronautique à l'aéroport de Berlin-Schönefeld. Il entre ensuite dans la télévision est-allemande et travaille comme premier assistant opérateur. De 1987 à 1991, il est élève de l'Académie des arts dramatiques Ernst Busch à Berlin. En 1996, il participe au Actors Workshop d'Eric Morris à Los Angeles.
Paul est également présentateur, enregistre des livres audio et interprète des chansons sur la scène. En 1999, il tient un rôle principal dans la série d'action Motocops. Depuis 2009, il travaille comme réalisateur pour la télévision, de plus en plus pour des feuilletons.

## Filmographie

### En tant qu'acteur

#### Cinéma
- 1991 : Bronsteins Kinder
- 1997 : Dumm gelaufen
- 1998 : Gefrorene Margaritas
- 2003 : En service (court métrage)
- 2007 : Spielzeugland (court métrage)
- 2008 : JPX goes Movie (court métrage)
- 2020 : Happiness? (court métrage)

#### Téléfilms
- 1995 : Eine Frau wird gejagt
- 1995 : Kinder der Nacht
- 1996 : Les Alsaciens ou les Deux Mathilde
- 1996 : Boom Baby Boom
- 1998 : Jedes Ende ist ein neuer Anfang
- 2004 : Le Commando (de)
- 2018 : Das Joshua-Profil (de)

#### Séries télévisées
- 1993 : Fahrschule Kampmann
- 1995 : Wolff, police criminelle (1 épisode)
- 1996 : Feuerbach
- 1996 : Die Geliebte
- 1998 : Medicopter (1 épisode, pilote)
- 1998 : Lisa Falk – Eine Frau für alle Fälle (1 épisode)
- 1999 : En toute amitié (7 épisodes)
- 1999 : Einfach Klasse!
- 2000-2001 : Motocops (23 épisodes)
- 2004 : Ei verbibbsch - Das Comedy Kombinat (5 épisodes)
- 2004 : Die Rosenheim-Cops (1 épisode)
- 2005 : Siska (1 épisode)
- 2005 : Sabine! (de) (7 épisodes)
- 2006 : Schmetterlinge im Bauch (de) (6 épisodes)
- 2007-2008 : Rote Rosen (de) (220 épisodes)
- 2009 : Rosamunde Pilcher: Entscheidung des Herzens (de)
- 2010-2011 : Schloss Einstein (6 épisodes)
- 2015 : Nord bei Nordwest – Der wilde Sven (de)

### En tant que réalisateur
- 1998 : The Real Psycho (court métrage)
- 1997 : Schrei leise (court métrage)
- 2009–2011 : Verbotene Liebe (10 épisodes)
- 2016-2017 : Au rythme de la vie (15 épisodes)